# Rhagoletis turpiniae
Rhagoletis turpiniae
 es una especie de insecto del género Rhagoletis, familia Tephritidae, orden Diptera. Hernandez-Ortiz la describió en 1993.
Se encuentra en América Central.